# Halové mistrovství Evropy v atletice 2009 – sedmiboj mužů
Sedmiboj mužů na halovém mistrovství Evropy v atletice 2009 se konalo v italském Turíně ve dnech 6. března až 8. března 2009; dějištěm soutěže byla hala Oval Lingotto. Ve finálovém běhu zvítězil reprezentant Estonska Mikk Pahapill.
Po úvodních disciplínách, běhu na 60 m a skoku dalekém, vedl Oleksij Kasjanov, ale Mikk Pahapill se nepřetržitou sérií osobních rekordů propracoval od čtvrté disciplíny, skoku vysokého, do čela a v závěru již bez vážnějšího soupeře usiloval o překonání estonského národního rekordu Erkiho Noola z HMS v Maebaši 1999; za Noolovým výkonem 6374 bodů nakonec Pahapill zaostal o pouhých 12 bodů. Slova Romana Šebrleho, který po předchozích zdravotních problémech a tréninkovém výpadku avizoval už před soutěží očekávanou ztrátu ve sprintech, se potvrdila, když v běhu na 60 m zahájil sedmiboj desátým časem. Po solidním výkonu, který stačil na třetí místo ve skoku dalekém (7,57 7,72 -), postoupil Šebrle na čtvrté místo celkového pořadí. Třetí místo ve vrhu koulí (X 15,14 14,80), kde však dle vlastního vyjádření zaostal za svými možnostmi zhruba o 60 bodů, vyneslo Šebrleho na bronzovou pozici, kterou pak musel těsně hájit až do konce sedmiboje. Bojovný výkon ve skoku vysokém (1,94 O 1,97 - 2,00 O 2,03 O 2,06 XO 2,09 O 2,12 XXX) i ve skoku o tyči (4,40 O 4,50 - 4,60 O 4,70 - 4,80 O 4,90 XXO 5,00 XO 5,10 XXX) znamenal pro Šebrleho druhé pořadí v těchto disciplínách a vyvážil ztrátu z osmého místa na trati 60 m překážek. V tyči se na své poměry nezdařeným výkonem vyřadil z boje o bronz André Niklaus. Před závěrečným během na 1000 m bylo v podstatě rozhodnuto o zlatu pro Pahapilla i stříbru Kasjanova, na třetího Šebrleho se s nevelkým odstupem 39 bodů ještě pokoušel útočit Alexej Drozdov, ale potřebné necelé čtyři sekundy naběhnout nedokázal, když před cílem pozbyl sil a Šebrlemu doběhnuvšímu na sedmé pozici dokonce těsně podlehl.
| Umístění         | Sportovec          | Výkony v jedn. disciplínách                                                                                                 | Celkem bodů |
| ---------------- | ------------------ | --- | ----------- |
| Zlatá medaile    | Mikk Pahapill      | 7,09 (851 b. PB) 7,97 (1053 b. PB) 15,45 (817 b. PB) 2,12 (915 b. PB) 8,03 (974 b. PB) 5,10 (941 b. PB) 2?45,69 (811 b. PB) | 6362 WL PB  |
| Stříbrná medaile | Oleksij Kasjanov   | 6,83 (944 b.) 7,85 (1022 b.) 14,51 (760 b.) 2,06 (859 b. PB) 7,99 (984 b. PB) 4,60 (790 b. PB) 2:42,48 (846 b. PB)          | 6205 NR     |
| Bronzová medaile | Roman Šebrle       | 7,17 (823 b.) 7,72 (990 b.) 15,14 (798 b.) 2,09 (887 b.) 8,24 (922 b.) 5,00 (910 b.) 2:45,60 (812 b.)                       | 6142        |
| 4.               | Alexej Drozdov     | 7,09 (851 b.) 7,24 (871 b.) 16,57 (886 b.) 2,09 (887 b.) 8,39 (886 b.) 5,00 (910 b.) 2:45,81 (810 b.)                       | 6101        |
| 5.               | André Niklaus      | 7,21 (809 b.) 7,39 (908 b.) 14,95 (787 b. PB) 2,03 (831 b.) 8,01 (979 b. PB) 4,80 (849 b.) 2:45,04 (818 b.)                 | 5981        |
| 6.               | William Frullani   | 7,17 (823 b.) 7,66 (975 b. PB) 14,90 (784 b. PB) 2,06 (859 b. PB) 8,32 (903 b.) 4,90 (880 b. PB) 2:51,70 (748 b.)           | 5972 NR     |
| 7.               | Franck Logel       | | 5926        |
| 8.               | Gaël Querin        | | 5886 PB     |
| 9.               | Eugène Martineau   | | 5884 PB     |
| 10.              | Roland Schwarzl    | | 5859        |
| 11.              | Andres Raja        | | 5800        |
| 12.              | Yevhen Nikitin     | | 5639        |
| 13.              | Agustín Félix      | | 5624        |
|                  | Eelco Sintnicolaas | | DNF         |
|                  | Alexandr Kislov    | | DNF         |